# Hans Paul Bernhard Gierke

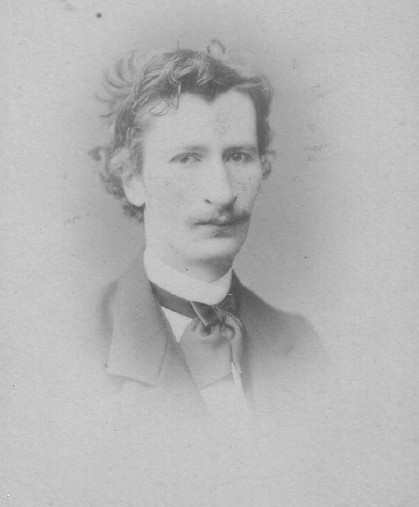
Hans Paul Bernhard Gierke

Hans Paul Bernhard Gierke (* 19. August 1847 in Stettin; † 8. Mai 1886 in Schöneberg bei Berlin) war ein deutscher Anatom.
Er besuchte Gymnasien in Bromberg und Stettin. Dann studierte er Naturwissenschaften und Medizin in Berlin, Wien, Leipzig, Würzburg, Breslau und München. Gierke promovierte 1872 in Würzburg und ging darauf nach Breslau, wo er im Physiologischen Institut arbeitete. Seit 1874 in Würzburg, wurde er bei Albert von Kölliker Prosektor für vergleichende Anatomie und Histologie. Im Jahre 1876 ging er auf Empfehlung Köllikers nach Japan, als Professor der Anatomie an der Kaiserlichen Universität Tokio. Bereits 1881 kehrte er aber aus gesundheitlichen Gründen nach Deutschland zurück. Im Oktober 1881 nahm Gierke eine Assistentenstelle am physiologischen Institut der Universität Breslau an und wurde 1882 zum Professor extraordinarius ernannt. Er starb am 8. Mai 1886 in einer Nervenheilanstalt in Schöneberg bei Berlin.

## Werke
- Die Theile der Medulla oblongata, deren Verletzung die Athembewegungen hemmt, und das Athemcentrum. In: Archiv für die gesammte Physiologie des Menschen und der Thiere. Band 7, 1873, S. 583–600. doi:10.1007/BF01613350
- Beiträge zur Kenntniss der Elemente des centralen Nervensystems. In: Breslauer ärztliche Zeitschrift. Band 4, 1882, S. 157, 172.
- Die Stützsubstanz des centralen Nervensystems. In: Neurologisches Centralblatt. Band 2, (16, 17), 1883, S. 361–369, 385–392.
- Japanische Malerei. In: Westermanns Monatshefte. Band 54, 1883, S. 202–219, 324–340.
- Ueber die Medicin in Japan in alten und neuen Zeiten. In: Breslauer ärztliche Zeitschrift. 1882, S. 64, 139.
- Ueber die Medicin in Japan in alten und neuen Zeiten. In: Deutsches Archiv für Geschichte der Medicin und Medicinische Geographie. Band 7, 1884, S. 1–15.
- Ueber die Medicin in Japan in alten und neuen Zeiten. In: Jahres-Bericht der Schlesischen Gesellschaft für Vaterländische Cultur. Band 60, 1882, S. 18–30/1883.
- Die Zoologische Station in Neapel. T. Fischer, 1884.
- Färberei zu mikroskopischen Zwecken. In: Zeitschrift für wissenschaftliche Mikroskopie und für mikroskopische Technik. 1, 62-100; 372-408; 497-557, 2, 13-36; 164-221, 1885.
- Zur Frage des Atmungscentrums. In: Centralblatt für die medicinischen Wissenschaften. Band 23, 1885, S. 593–596.
- Staining Tissues in Microscopy. In: American Monthly Microscopical Journal. Band 6, 1886, S. 13f, 31f, 52f, 70f, 97f, 150f.
- Die Stützsubstanz des Centralnervensystems. In: Archiv für Mikroskopische Anatomie. 25, 1, 1885, S. 441–554. doi:10.1007/BF02966381; Band 26, Nr. 1, S. 129–228. doi:10.1007/BF02954585